# Conseil européen du 25 novembre 2018
Le Conseil européen extraordinaire du 25 novembre 2018 est réuni pour approuver l'accord de retrait du Royaume-Uni qui résulte des négociations relatives au Brexit, ainsi qu'une déclaration politique fixant le cadre des relations futures entre l'UE et le Royaume-Uni.
L'accord de retrait doit également être ratifié par le Parlement européen et par les Communes pour pouvoir entrer en vigueur.

## Déroulement
La tenue de la réunion du Conseil européen extraordinaire du 25 novembre a été incertaine jusqu'à la veille. Le 17 octobre, lors du précédent Conseil européen, les Vingt-Sept ont refusé d'en confirmer la tenue au motif que les progrès réalisés dans les négociations sur l'accord de retrait du Royaume-Uni n'étaient pas suffisants.
Les négociations reprennent et aboutissent le 14 novembre 2018 à un Projet d'accord de retrait du Royaume-Uni de l'Union européenne et de la Communauté européenne de l'énergie atomique. Le 15 novembre Donald Tusk, président du Conseil européen, convoque ce Conseil après avoir rencontré le négociateur en chef de dans la procédure de retrait du Royaume-Uni de l'Union européenne, Michel Barnier, qui lui a présenté le projet de texte arrêté avec le gouvernement britannique de Theresa May.
Ce projet d'accord est complété le 22 novembre 2018 par une Déclaration politique établissant le cadre des relations futures entre l'Union européenne et le Royaume-Uni. D'ultimes négociations ont encore lieu les 23 et 24 novembre sur des points précis, comme le droit de véto finalement accordé à l'Espagne dans les négociations futures sur le devenir définitif de Gibraltar,,,.
Le Conseil européen extraordinaire du 25 novembre matin se déroule en deux temps. Les Vingt-Sept tiennent une première séance de travail puis ils sont rejoints par la Première ministre britannique Theresa May pour une seconde séance de travail.

## Conclusions du Conseil européen
Les Conclusions du Conseil comportent trois points. Le Conseil européen :
1. Approuve l'Accord de retrait présenté par les négociateurs de l'UE et du Royaume-Uni ;
2. Approuve la Déclaration politique définissant le cadre des relations futures entre l'Union européenne et le Royaume-Uni de Grande-Bretagne et d'Irlande du Nord. Le Conseil européen réaffirme la détermination de l'Union à établir à l'avenir un partenariat aussi étroit que possible avec le Royaume-Uni, conformément à la déclaration politique ;
3. Remercie Michel Barnier pour ses efforts inlassables en tant que négociateur en chef de l'Union et pour sa contribution au maintien de l'unité entre les États membres de l'UE27 tout au long des négociations sur le retrait du Royaume-Uni de l'Union européenne.

## Sources

#### Documents officiels
- (en) European Commission, Task Force for the Preparation and Conduct of the Negotiations with the United Kingdom under Article 50 TEU, Political declaration setting out the framework for the future relationship between the European Union and the United Kingdom, 22 novembre 2018, 36 p. (lire en ligne).
- (en) European Commission, Task Force for the Preparation and Conduct of the Negotiations with the United Kingdom under Article 50 TEU, Draft Agreement on the withdrawal of the United Kingdom of Great Britain and Northern Ireland from the European Union and the European Atomic Energy Community, as agreed at negotiators' level on 14 November 2018, 14 novembre 2018, 585 p. (lire en ligne).
- Secrétariat général du Conseil, Conclusions du Conseil européen (article 50), 25 novembre 2018, 25 novembre 2018 (lire en ligne).

#### Articles
- « De 2016 à 2021, le laborieux parcours du Brexit en quinze dates », Le Monde,‎ 25 novembre 2018 (lire en ligne).
- (en) Daniel Boffey, « Merkel threatens to pull plug on Brexit summit if deal not signed off first », sur The Guardian, 21 novembre 2018

## Compléments